# Отон (Ервеник)
Отон (хорв. Oton) — населений пункт у Хорватії, у Шибеницько-Книнській жупанії у складі громади Ервеник.

## Населення
Населення за даними перепису 2011 року становило 164 осіб.
Динаміка чисельності населення поселення:

## Клімат
Середня річна температура становить 12,18 °C, середня максимальна – 26,34 °C, а середня мінімальна – -2,91 °C. Середня річна кількість опадів – 979 мм.
| Клімат поселення                              | Клімат поселення | Клімат поселення | Клімат поселення | Клімат поселення | Клімат поселення | Клімат поселення | Клімат поселення | Клімат поселення | Клімат поселення | Клімат поселення | Клімат поселення | Клімат поселення | Клімат поселення |
| Показник                                      | Січ.             | Лют.             | Бер.             | Квіт.            | Трав.            | Черв.            | Лип.             | Серп.            | Вер.             | Жовт.            | Лист.            | Груд.            |                  |
| Середній максимум, °C                         | 9,20             | 10,01            | 13,04            | 16,84            | 21,57            | 25,34            | 26,29            | 26,34            | 21,86            | 17,22            | 11,95            | 8,86             |                  |
| Середня температура, °C                       | 3,14             | 3,94             | 6,97             | 10,79            | 15,50            | 19,27            | 21,95            | 22,02            | 17,52            | 12,89            | 7,62             | 4,53             |                  |
| Середній мінімум, °C                          | −2,91            | −2,12            | 0,91             | 4,71             | 9,44             | 13,21            | 17,63            | 17,68            | 13,19            | 8,55             | 3,29             | 0,23             |                  |
| Норма опадів, мм                              | 76               | 72               | 78               | 84               | 73               | 72               | 50               | 62               | 92               | 103              | 119              | 98               |                  |
| Середньомісячна швидкість вітру, м/с          | 1.58             | 1.80             | 2.08             | 2.08             | 1.88             | 1.65             | 1.66             | 1.50             | 1.55             | 1.58             | 1.78             | 1.78             |                  |
| Середньомісячна сонячна радіація, кДж/м²·день | 5159             | 7867             | 11442            | 16033            | 19947            | 22322            | 24155            | 20985            | 15597            | 10038            | 5536             | 4385             |                  |
| --------------------------------------------- | ---------------- | ---------------- | ---------------- | ---------------- | ---------------- | ---------------- | ---------------- | ---------------- | ---------------- | ---------------- | ---------------- | ---------------- | ---------------- |
| Джерело:                                      |                  |                  |                  |                  |                  |                  |                  |                  |                  |                  |                  |                  |                  |